# Quai de la Presqu'île-Rollet
Le quai de la Presqu'île-Rollet est une voie publique de la commune de Rouen.

## Situation et accès
Le quai de la Presqu'île-Rollet est situé en rive gauche, à l'Ouest de Rouen. Il assure la continuité du quai Jean-de-Béthencourt, dont il constitue un détachement. Les piétons peuvent accéder au quai par les escaliers du pont Gustave-Flaubert. Les véhicules à moteur y sont interdits.
La longueur utilisable du quai, supérieure à 1 km, le classe en première place sur l'ensemble des quais aménagés du port de Rouen en 1952. Après la Seconde Guerre mondiale, la vocation charbonnière du site nécessite la présence de 5 usines de concassage et criblage du minerai. La société Lavoirs Charbonniers de Rouen (SOLACHAR) est la dernière à quitter le site en 2001.

## Origine du nom
Le quai tient son nom de l'« ancienne île Rollet », ou île Rolet (du nom de son ancien propriétaire), île de la Seine rattachée à la commune de Rouen en 1888-1889, où s'opéraient un ensemble d'opérations de transformations de l'anthracite au XIXe siècle, importé du Pays de Galles. La société Barrois y avait son siège social.

## Historique
En 1643, l'île est connue comme plantée de cerisiers, selon ce qu'en rapporte Hercule Grisel dans le poème Juillet (renvoi 25, portant sur l'ouvrage intitulé Fastes de Rouen).
La presqu'île Rollet est l'objet d'une requalification urbaine dont la conceptrice, Jacqueline Osty, a reçu le grand prix de l'urbanisme en juillet 2020. Les berges du bassin aux Bois (partie sud de la presqu'île) ont nécessité des travaux d'aménagement de plus d'un an.
Lors de l'édition 2019 de l'Armada, la goélette allemande Wylde Swan et le voilier-école roumain Mircea y ont accosté.